# كولدواتر (ميزوري)
كولدواتر (بالإنجليزية: Coldwater)‏ هي إحدى المجتمعات الفردية (غير مصنفة) في ولاية ميزوري في الولايات المتحدة الأمريكية.